# Ulica Bracka w Katowicach
Ulica Bracka w Katowicach – ulica w Katowicach, położona w północno-zachodniej części miasta, łącząca dwie sąsiadujące ze sobą dzielnice: Dąb i Załęże. Ma przebieg południkowy, a jej długość wynosi 510 m.

## Przebieg
Ulica rozpoczyna swój bieg od skrzyżowania z ulicą Chorzowską (DK79) i ulicą Złotą. Następnie biegnie obok rzymskokatolickiego cmentarza parafialnego dębskiej parafii i pod estakadą Orląt Lwowskich (DTŚ; DW902), a za nią krzyżuje się z wjazdem na Trasę imienia Nikodema i Józefa Renców oraz linią tramwajową. Kończy swój bieg przy placu ks. J. Londzina i skrzyżowaniu z ulicą Gliwicką oraz ulicą F. Bocheńskiego. Posiada południkowy przebieg.
Ulica jest ważną częścią dużego węzła drogowego, łączącego DTŚ (Trasa imienia Nikodema i Józefa Renców), DK79 (ulica Chorzowska) i ulicę F. Bocheńskiego (dojazd do autostrady A4).
Ulica biegnie w granicach dwóch katowickich dzielnic: Dębu i Załęża.

## Charakterystyka

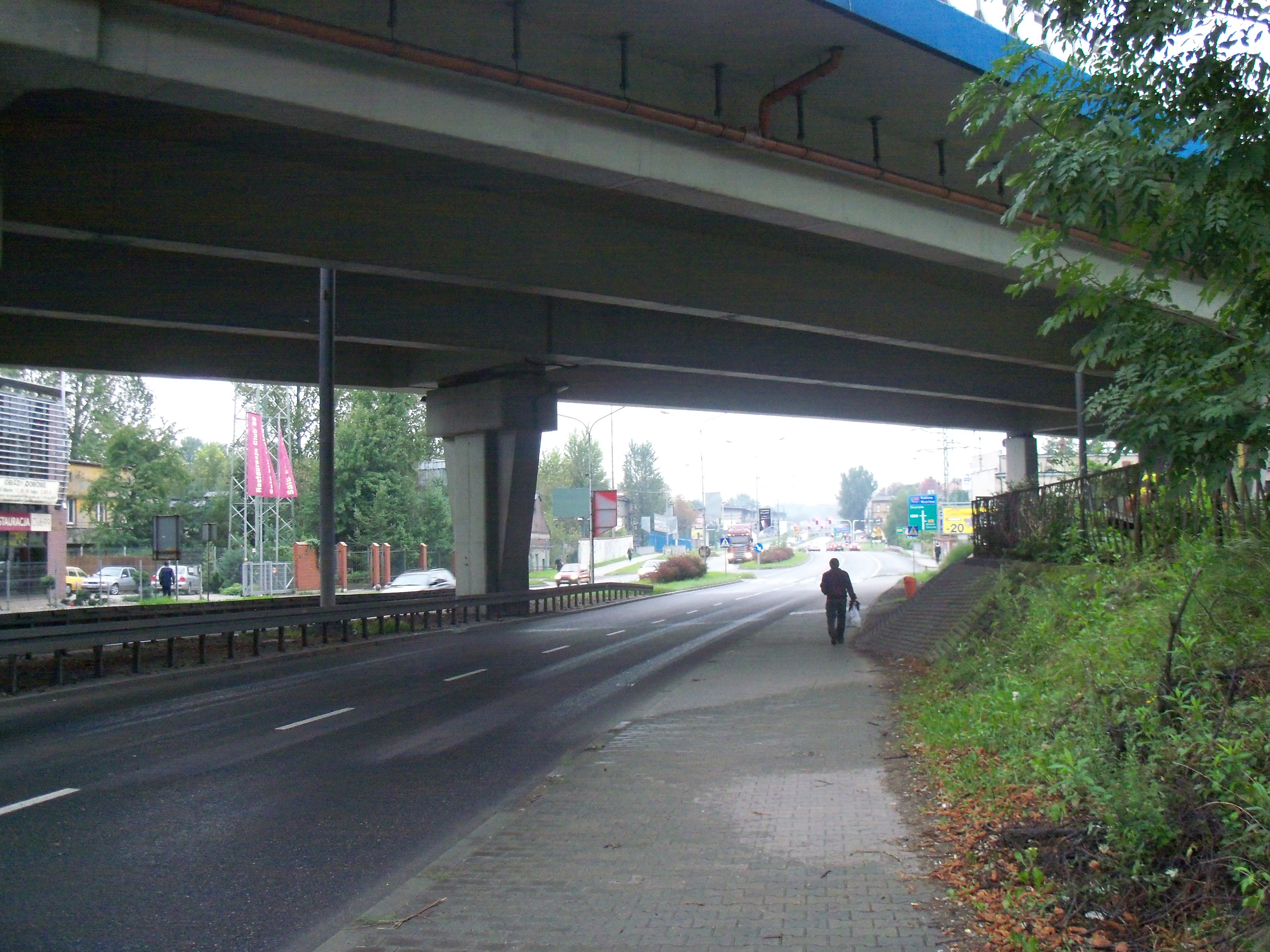
Ulica Bracka na wysokości estakady Orląt Lwowskich (2010)

Ulica Bracka to droga powiatowa nr 6412S o klasie drogi głównej i długości wynoszącej 510 m. W systemie TERYT ulica widnieje pod numerem 02009, natomiast kod pocztowy dla adresów wzdłuż niej to 40-858. Jest ona w administracji Miejskiego Zarządu Ulic i Mostów w Katowicach.
Jest ona częścią ciągu katowickich ulic Bytkowska – Agnieszki – Bukowa – Złota – Bracka – F. Bocheńskiego, który pełni funkcję ulicy głównej.
Ulicą nie kursują ani autobusy ani tramwaje na zlecenie Zarządu Transportu Metropolitalnego (ZTM), lecz na wysokości załęskiego pałacu ulicę Bracką przecina linia tramwajowa Katowice – Chorzów Batory. Najbliższe przystanki znajdują się przy ulicy Gliwickiej (przystanek Załęże Dwór) i ulicy Chorzowskiej (przystanki Park Śląski Wesołe Miasteczko i Dąb Kościół).
Wzdłuż ulicy Brackiej na całej swojej długości biegnie ciąg pieszo-rowerowy, znajdujący się po wschodniej stronie pasa drogowego.
Północno-zachodnią część ulicy obejmują tereny cmentarza parafii śś. Jana i Pawła Męczenników, a na południe od niego znajdują się obiekty stacji elektroenergetycznej. Po drugiej stronie ulicy położone są tereny po hucie żelaza „Baildon”, które od północy ograniczone są ulicą Chorzowską, a od wschodu ulicą Żelazną.
Pod ulicą Bracką zlokalizowany jest wodociąg o średnicy 200 mm, a w rejonie ulicy – kablowa sieć elektroenergetyczna średniego napięcia.Ulica bierze swą nazwę od Górnośląskiej Spółki Brackiej.

## Historia

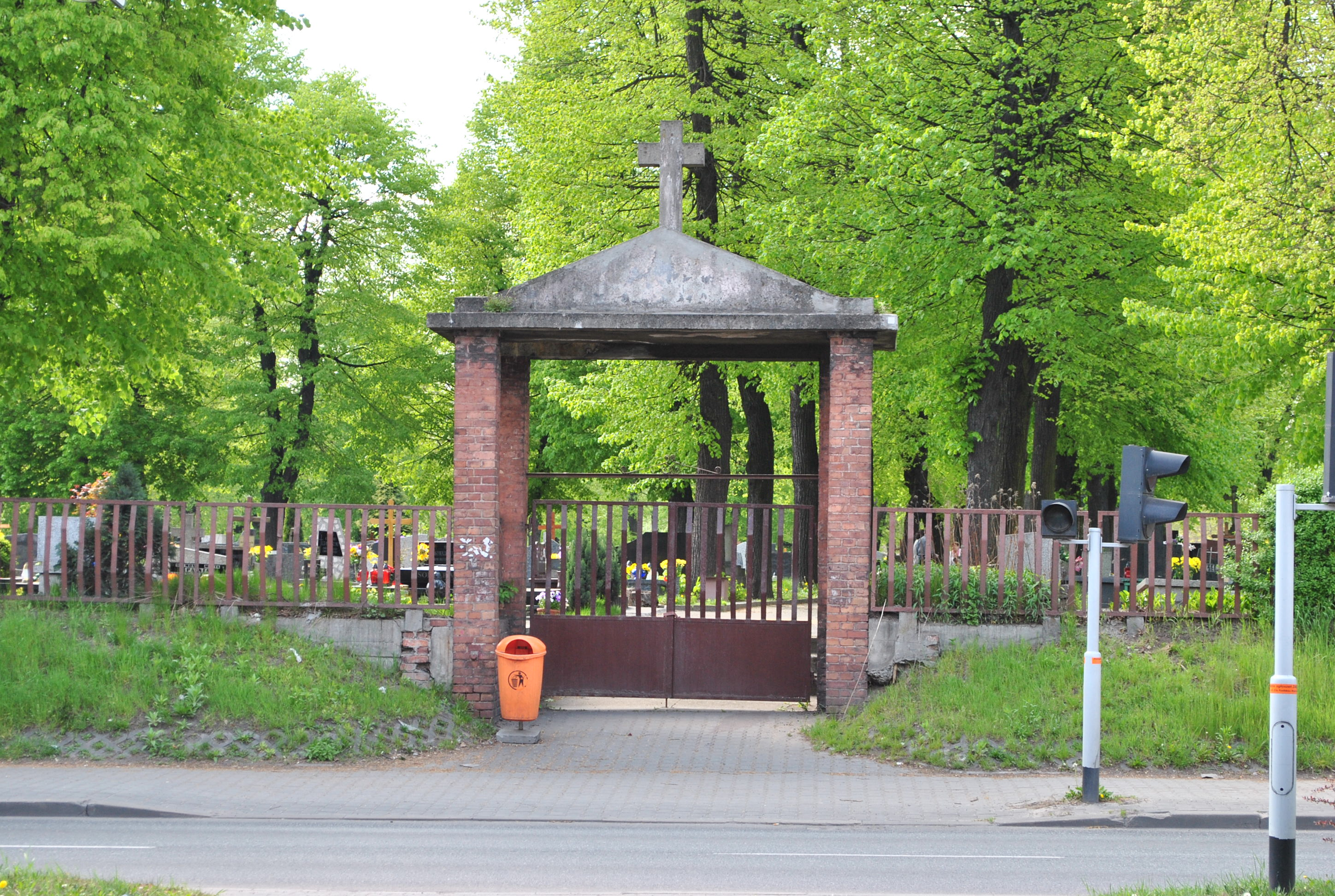
Cmentarz przy ulicy Brackiej (2015)

Droga w śladzie późniejszej ulicy Brackiej została wytyczona w połowie XIX wieku jako kolejne połączenie Dębu z Załężem, a granicą między obydwoma miejscowościami była Rawa. W drugiej połowie XIX wieku przy drodze istniały budynki komory celnej w pobliżu późniejszego cmentarza, a sama nekropolia została wytyczona pod koniec XIX wieku po zachodniej stronie ulicy.   
W 1900 roku załęski odcinek ulicy Brackiej otrzymał nazwę Domberstrasse, a dębski w 1904 roku Zalenzerstrasse.  
W 1920 roku dębski odcinek ulicy przemianowano na ulicę Załęską, a załęski na ulicę Dembską (Dębską), natomiast od 1925 roku cała trasa nosiła nazwę ulica Dębska. W latach 1939–1945 ulica Bracka miała taką samą nazwę jak sąsiednia ulica F. Bocheńskiego – Danzigerstrasse. Po II wojnie światowej załęski odcinek ulicy nosił nazwę ulica Dębska, a dębski fragment ulica Bracka. W 1951 roku ówczesna ulica Dębska została włączona do ulicy Brackiej jako jej południowy fragment.

## Obiekty i instytucje
W połowie listopada 2024 roku w systemie REGON było zarejestrowanych około 55 działalności gospodarczych z siedzibą przy ulicy Brackiej, w tym m.in.: firma logistyczna, Koło Katowickie Towarzystwa Pomocy im. św. Brata Alberta (ul. Bracka 18), przedsiębiorstwa wielobranżowe, biuro rachunkowe, kancelarie prawnicze, Węgliki Spiekane „Baildonit” (ul. Bracka 28), fundacje i inne.
Przy ulicy Brackiej znajduje się cmentarz parafialny zarządzany przez parafię śś. Jana i Pawła Męczenników w Katowicach-Dębie. Powstał w 1894 roku, są na nim pochowani górnicy, którzy zginęli w pożarze kopalni „Cleophas” (późniejszy „Kleofas”) z 3 na 4 marca 1896 roku (grób zbiorowy), powstańcy śląscy z lat 1919–1921 (pochowani w kwaterze wojennej) i inni.